# Caty McNally
Catherine „Caty“ McNally (* 20. November 2001 in Cincinnati) ist eine US-amerikanische Tennisspielerin. Ihr älterer Bruder John McNally (* 1998) ist ebenfalls Tennisprofi.

## Karriere
McNally begann mit drei Jahren mit dem Tennisspielen und bevorzugt für ihr Spiel den Hartplatz. Sie spielt bislang hauptsächlich auf dem ITF Junior Circuit sowie auf dem ITF Women’s World Tennis Tour, wo sie bislang drei Einzel- und sechs Doppeltitel gewinnen konnte. Ihr erstes Profiturnier spielte sie im Februar 2016.
2017 erreichte sie bei den French Open mit ihrer Partnerin Whitney Osuigwe das Viertelfinale im Juniorinnendoppel. In Wimbledon erreichten die beiden ebenfalls im Juniorinnendoppel das Finale.
Im August 2017 erhielt sie mit ihrer Partnerin Alexa Glatch eine Wildcard für den Doppelwettbewerb der Western & Southern Open, wo sie aber bereits in der ersten Runde der Paarung Ashleigh Barty und Casey Dellacqua mit 2:6 und 4:6 unterlagen. Die Woche darauf erhielt sie eine Wildcard für die Qualifikation im Dameneinzel der US Open, wo sie in der ersten Runde Polina Monowa mit 6:3, 2:6 und 6:4 bezwang, ehe sie in der zweiten Runde Anna Karolína Schmiedlová mit 0:6 und 2:6 unterlag.
Am 9. Juni 2018 gewann sie den Titel im Juniorinnendoppel bei den French Open mit ihrer Partnerin Iga Świątek. Den Titel im Juniorinneneinzel verpasste sie durch eine knappe 6:1, 3:6, 6:71 Finalniederlage gegen Cori Gauff. Am 9. September 2018 gewann sie zusammen mit Cori Gauff das Juniorinnen-Doppel bei den US Open.
Bei den Australian Open trat die 18-Jährige im Doppel wieder mit Cori Gauff an.

## Turniersiege

### Einzel
| Nr. | Datum             | Turnier  | Kategorie      | Belag             | Finalgegnerin      | Ergebnis      |
| --- | ----------------- | -------- | -------------- | ----------------- | ------------------ | ------------- |
| 1.  | 10. November 2018 | Lawrence | ITF $25.000    | Hartplatz (Halle) | Catherine Harrison | 6:2, 6:2      |
| 2.  | 3. Februar 2019   | Midland  | ITF W100       | Hartplatz (Halle) | Jessica Pegula     | 6:2, 6:4      |
| 3.  | 6. November 2022  | Midland  | WTA Challenger | Hartplatz (Halle) | Anna-Lena Friedsam | 6:3, 6:2      |
| 4.  | 8. Dezember 2024  | Tampa    | ITF W50        | Sand              | Elvina Kalieva     | 6:4, 7:5      |
| 5.  | 13. Juli 2025     | Newport  | WTA Challenger | Rasen             | Tatjana Maria      | 2:6, 6:4, 6:2 |

### Doppel
| Nr. | Datum            | Turnier            | Kategorie         | Belag             | Partnerin       | Finalgegnerinnen                 | Ergebnis          |
| --- | ---------------- | ------------------ | ----------------- | ----------------- | --------------- | -------------------------------- | ----------------- |
| 1.  | 8. Oktober 2017  | Hilton Head Island | ITF $15.000       | Sand              | Emily Appleton  | Kylie Collins Meg Kowalski       | 7:5, 6:3          |
| 2.  | 20. Januar 2018  | Petit-Bourg        | ITF $15.000       | Hartplatz         | Emily Appleton  | Shelby Talcott Amy Zhu           | 6:3, 6:0          |
| 3.  | 10. März 2018    | Orlando            | ITF $15.000       | Sand              | Whitney Osuigwe | Dia Ewtimowa Ilona Kremen        | 6:2, 6:3          |
| 4.  | 17. März 2018    | Tampa              | ITF $15.000       | Sand              | Natasha Subhash | Rasheeda McAdoo Katerina Stewart | 3:6, 6:3, [10:6]  |
| 5.  | 28. Oktober 2018 | Macon              | ITF $80.000       | Hartplatz         | Jessica Pegula  | Anna Danilina Ingrid Neel        | 6:1, 5:7, [11:9]  |
| 6.  | 4. August 2019   | Washington         | WTA International | Hartplatz         | Cori Gauff      | Maria Sanchez Fanny Stollar      | 6:2, 6:2          |
| 7.  | 19. Oktober 2019 | Luxemburg          | WTA International | Hartplatz (Halle) | Cori Gauff      | Kaitlyn Christian Alexa Guarachi | 6:2, 6:2          |
| 8.  | 18. April 2021   | Charleston         | WTA 250           | Sand              | Hailey Baptiste | Ellen Perez Storm Sanders        | 6:74, 6:4, [10:6] |
| 9.  | 8. Mai 2021      | Charleston         | ITF W100          | Sand              | Storm Sanders   | Eri Hozumi Miyu Katō             | 7:5, 4:6, [10:6]  |
| 10. | 22. Mai 2021     | Parma              | WTA 250           | Sand              | Cori Gauff      | Darija Jurak Andreja Klepač      | 6:3, 6:2          |
| 11. | 13. Februar 2022 | St. Petersburg     | WTA 500           | Hartplatz (Halle) | Anna Kalinskaja | Alicja Rosolska Erin Routliffe   | 6:3, 6:75, [10:4] |
| 12. | 9. Oktober 2022  | Ostrava            | WTA 500           | Hartplatz (Halle) | Alycia Parks    | Alicja Rosolska Erin Routliffe   | 6:3, 6:2          |
| 13. | 26. Februar 2023 | Mérida             | WTA 250           | Hartplatz         | Diane Parry     | Wang Xinyu Wu Fang-hsien         | 6:0, 7:5          |
| 14. | 11. Februar 2024 | Cluj-Napoca        | WTA 250           | Hartplatz (Halle) | Asia Muhammad   | Harriet Dart Tereza Mihalíková   | 6:3, 6:4          |

## Abschneiden bei Grand-Slam-Turnieren

### Einzel
| Turnier         | 2017 | 2018 | 2019 | 2020 | 2021 | 2022 | 2023 | 2024 | 2025 | Karriere |
| --------------- | ---- | ---- | ---- | ---- | ---- | ---- | ---- | ---- | ---- | -------- |
| Australian Open | —    | —    | —    | 2    | Q2   | Q2   | 2    | —    | 1    | 2        |
| French Open     | —    | —    | —    | Q2   | Q1   | Q1   | —    | —    | —    | —        |
| Wimbledon       | —    | —    | 1    |      | Q2   | —    | 1    | —    | 2    | 2        |
| US Open         | Q2   | Q1   | 2    | 3    | 1    | Q2   | —    | —    |      | 3        |

Zeichenerklärung: S = Turniersieg; F, HF, VF, AF = Einzug ins Finale / Halbfinale / Viertelfinale / Achtelfinale; 1, 2, 3 = Ausscheiden in der 1. / 2. / 3. Hauptrunde; Q1, Q2, Q3 = Ausscheiden in der 1. / 2. / 3. Qualifikationsrunde; nicht ausgetragen

### Doppel
| Turnier         | 2018 | 2019 | 2020 | 2021 | 2022 | 2023 | 2024 | 2025 | Karriere |
| --------------- | ---- | ---- | ---- | ---- | ---- | ---- | ---- | ---- | -------- |
| Australian Open | —    | —    | VF   | VF   | 1    | —    | —    | 1    | VF       |
| French Open     | —    | —    | AF   | —    | AF   | —    | —    | —    | AF       |
| Wimbledon       | —    | —    |      | AF   | —    | 1    | —    | 1    | AF       |
| US Open         | 1    | AF   | AF   | F    | F    | —    | —    |      | F        |

### Mixed
| Turnier         | 2021 | 2022 | Karriere |
| --------------- | ---- | ---- | -------- |
| Australian Open | —    | —    | —        |
| French Open     | —    | —    | —        |
| Wimbledon       | 1    | —    | 1        |
| US Open         | —    | HF   | HF       |